# Djedkhepereu
Dejdkhepereu o Djedkheperew fou un faraó de la dinastia XIII, successor i probablement fill d'Hor I. El seu nom era Horus; el seu nebti era Djedmesu; l'Horus d'or fou Kharua; els altres noms no es coneixen complets. Va regnar uns dos anys.